# Carrer Nou (Vulpellac)
El Carrer Nou és una obra amb elements gòtics de Forallac (Baix Empordà) protegida com a Bé Cultural d'Interès Local.

## Descripció
El carrer de Nou de Vulpellac presenta un seguit de cases, els números 1, 3, 5, 7, 9, que tenen la condició de bé cultural d'interès local, BCIL. D'entre aquests immobles destaquem els següents:
La casa del carrer Nou, 1 conté una finestra d'arc conopial, polilobulada, amb arabesc, relleus vegetals i impostes florals senzilles. Aquesta presenta un emmarcament amb guardapols, als dos extrems del qual, a manera de mènsules, hi ha petites testes en relleu. Té ampit motllurat, malmès. Els brancals i la base inferior de la finestra són fets amb carreus de pedra molt ben tallats.
La casa del carrer Nou, 7 mostra un seguit d'elements interessants: el portal d'accés i una finestra. La gran porta d'accés és d'arc de mig punt amb dovelles radials de pedra; té els carreus de grans dimensions i molt ben tallats, i presenta un interessant escut a la clau, amb l'interior ovalat i dividit en dues parts: a la superior, les lletres B,O,I,S en relleu i a la inferior una mà amb una destral. Sota l'escut, incisa, hi ha la data del 1632.
La finestra es troba al primer pis. És rectangular, amb carreus de pedra molt ben tallada i ampit motllurat.

## Història
El carrer Nou, desenvolupat al costat extern de la muralla medieval, presenta cases de tipologia gòtico-renaixentista que conserven elements arquitectònics d'interès tipològic. La finestra conopial segurament data dels segles XVI-XVII; es troba en una casa que actualment presenta poc interès a causa de les nombroses modificacions que ha experimentat, i que han alterat la unitat de la façana.
La casa del carrer Nou, 7 presenta un escut i la data del 1632 en la clau indica el moment en què fou construïda. Posteriorment aquest immoble ha experimentat modificacions diverses, parcialment visibles a la part superior de la façana.